# Aeroportul Internațional Hato
Aeroportul Internațional Hato (IATA: CUR, ICAO: TNCC) este un aeroport din Willemstad, Curaçao ce deservește zona Willemstad. Aeroportul a fost tranzitat în 2022 de 1.465.061 de pasageri.
Situat la o altitudine de 9 m, aeroportul dispune de 1 pistă.

## Infrastructură

### Piste
Aeroportul dispune de o singură pistă. Pista are orientarea 11/29.